# Tibidabo

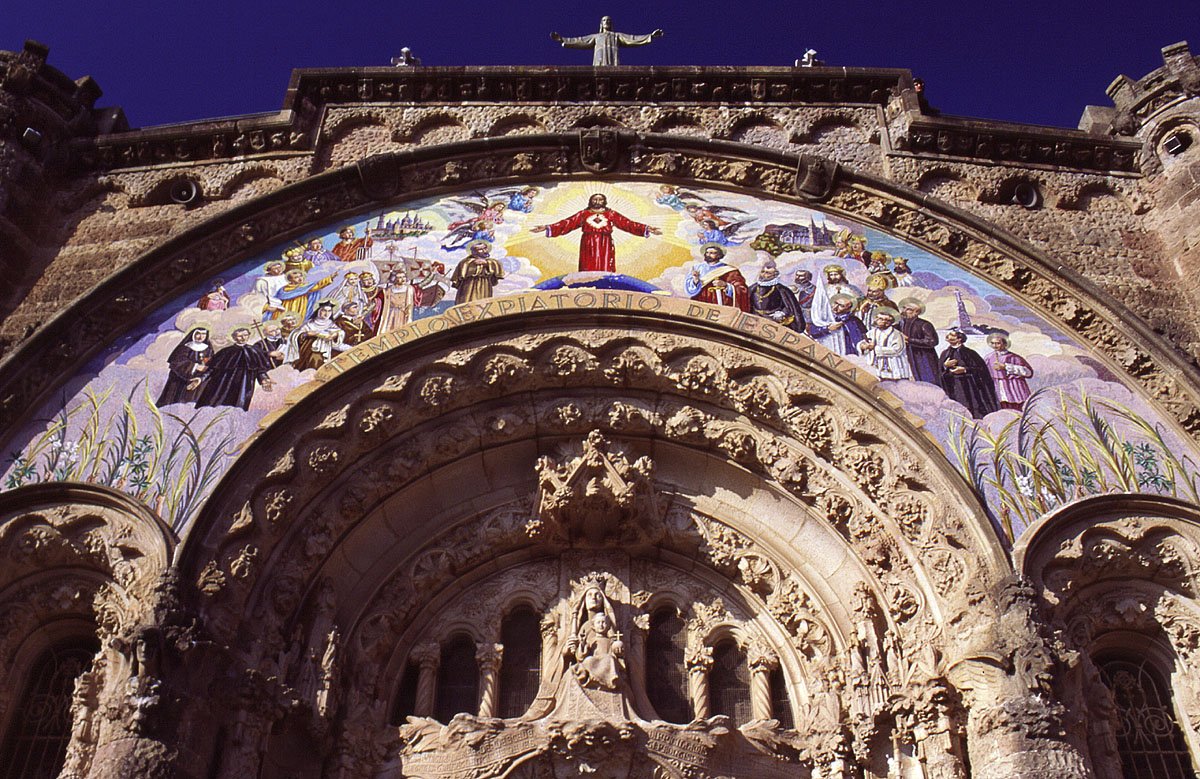
Detalhe sobre a porta da Igreja

Tibidabo é uma montanha dominando a paisagem de Barcelona, Catalunha, Espanha. Com 512 metros é o ponto culminante da Serra de Collserola. Com uma encosta íngreme no noroeste, proporciona belíssimas vistas da cidade e do litoral das cercanias. 

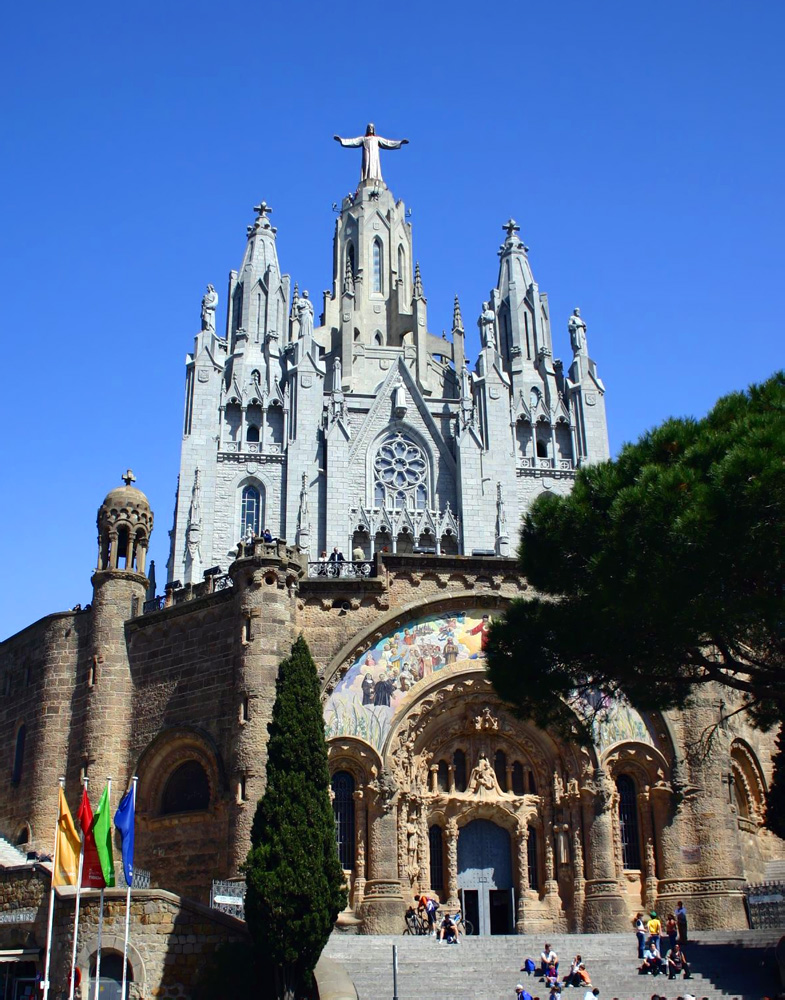
Sagrat Cor

Há um Parque de diversões, uma torre de telecomunicações (Torre de Collserola) e uma Igreja Católica, o templo do Sagrat Cor, no topo da montanha, todos os três visíveis de quase toda Barcelona. Projetada por Enric Sagnier, a igreja levou 60 anos para ser construída e tem no seu topo uma escultura do Sagrado Coração feita por Josep Miret Llopart. O Parque de diversões é o mais antigo da cidade e tem a maior parte das atrações originais, muitos dos quais datam do início do século XX. 
O topo do Tibidabo pode ser acessado pelo Funicular do Tibidabo, por ônibus, por via rodoviária. A Ferrovia funicular, datando de 1901, foi a primeira de seu tipo na Espanha. 

## Origem do nome
O nome é de origem no Latim, dos versos da Vulgata da Bíblia:
- "…et dixit illi haec tibi omnia dabo si cadens adoraveris me"[2] — "E disse a ele, todas essas coisas eu lhe darei, se você se ajoelhar e me adorar";

- "…et ait ei tibi dabo potestatem hanc universam et gloriam illorum quia mihi tradita sunt et cui volo do illa"[3] — "Todo esse poder eu lhe darei e a gloria deles: porque isso me é entregue e para qualquer um eu darei".

Essa sentença tibi dabi, que significa "Eu lhe darei", foi dita a Jesus pelo Demônio quando eles dois olhavam de cima de uma "altíssima montanha" dominando sobre "todos os reinos do mundo e a glória dos mesmos". O nome da montanha de Barcelona aqui se refere à tradição popular de que o Tibidabo seria de fato a mais alta montanha do mundo..